# Julia Arévalo
Julia Arévalo Suárez (Barriga Negra, Lavalleja, 1 de julio de 1898 - Montevideo, 18 de agosto de 1985) fue una política uruguaya, perteneciente al Partido Comunista del Uruguay. Dedicó su vida a la lucha social y política, contribuyendo a la organización de los asalariados rurales y velando por los derechos de las mujeres que se encontraban en condiciones de extrema explotación.

## Biografía
Comenzó trabajando a los 10 años en una fábrica de fósforos. Más adelante sería obrera tabacalera; en este contexto, ingresa al movimiento sindical, todavía adolescente.
Primeramente afiliada al Partido Socialista del Uruguay. Posteriormente se integra a la formación del Partido Comunista de Uruguay, el 21 de septiembre de 1920. Fue siempre una declarada antifascista.
Durante la dictadura de Gabriel Terra, Arévalo estuvo un año en la clandestinidad, y luego estuvo tres meses presa en la Cárcel de Mujeres.
El 18 de julio de 1936, cuando se produce el alzamiento del fascismo en España, participa con gran decisión en la creación del Movimiento Solidario con la República Española, y por su firmeza y fogosidad, fue apodada "La Pasionaria uruguaya", siendo además amiga de Dolores Ibárruri (La Pasionaria) y de Pablo Picasso.
En los comicios de 1942, se presenta como candidata a vicepresidenta por el Partido comunista y por primera vez en la historia uruguaya hubo mujeres que ingresaron al parlamento. Julia Arévalo de Roche y Magdalena Antonelli Moreno ingresaron como diputadas, y al mismo tiempo, Sofía Álvarez Vignoli e Isabel Pinto de Vidal quienes fueron las primeras senadoras de Uruguay.
Posteriormente fue elegida senadora en 1946, convirtiéndose así en la primer senadora comunista de Latinoamérica.
También fue electa edila por Montevideo en dos períodos (1959-1967).
Durante las décadas de 1960 y 1970 fue miembro del Buró de la Federación Democrática Internacional de Mujeres.
Fallece pocos meses después de finalizada la dictadura cívico-militar, siendo velada en la sede del PCU.

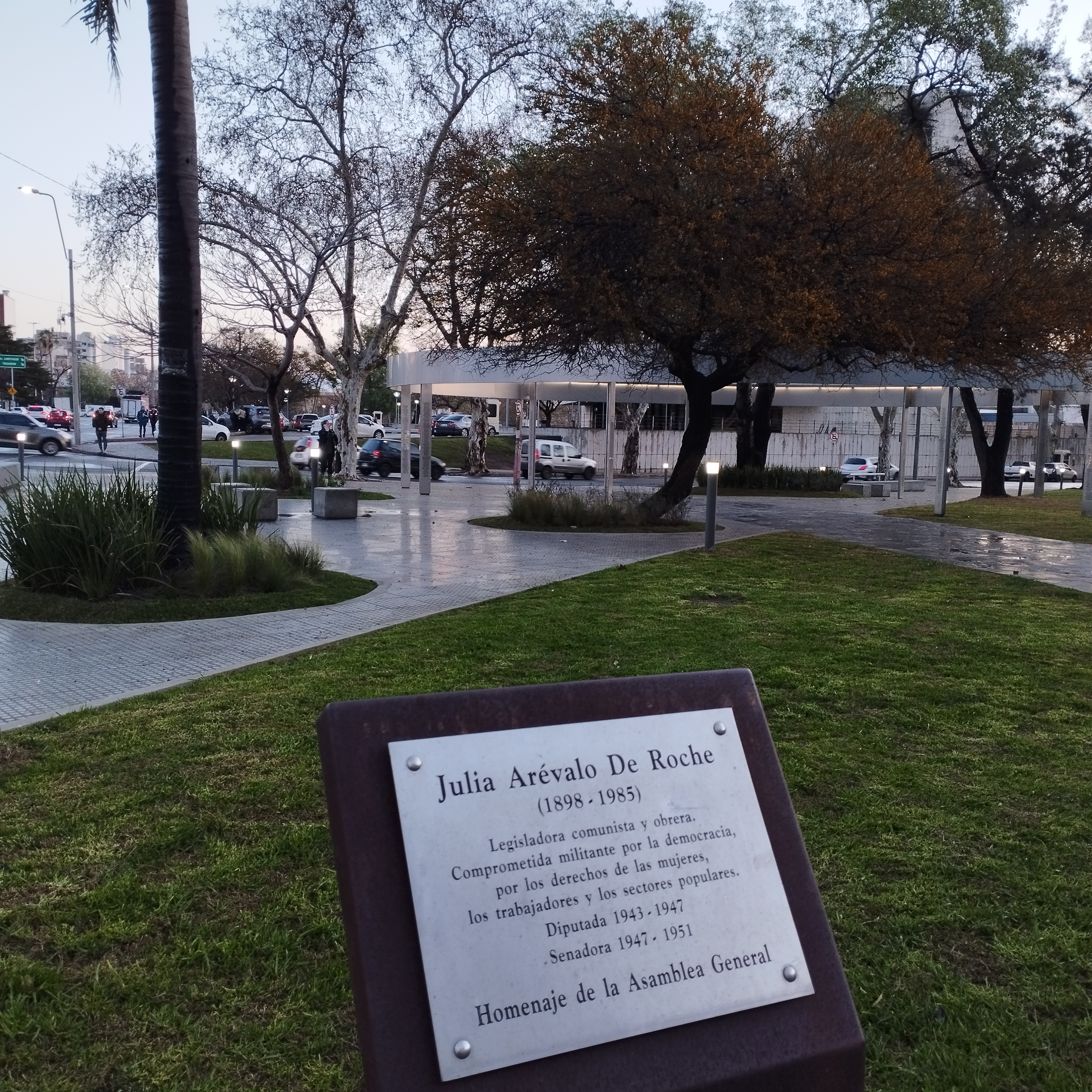
Placa homenaje de la Asamblea General a Julia Arévalo en la plaza con el mismo nombre.

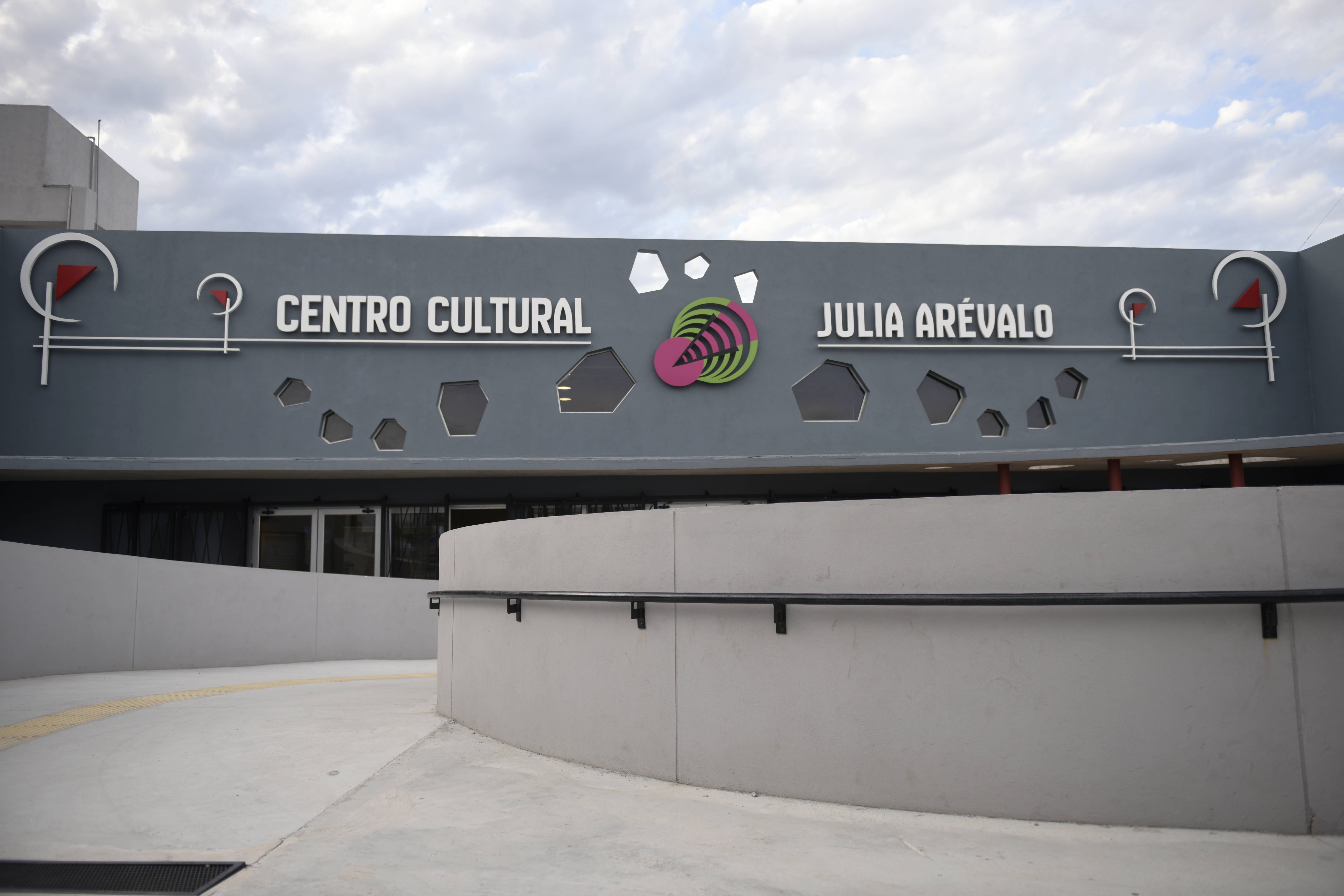
Centro Cultural Julia Arévalo

## Homenajes
El poeta argentino Raúl González Tuñón al conocerla le dedicó el poema "Mensaje a Julia Arévalo", en el cual la describe como: "la mujer hecha de miel y bronce".
Lanzamiento de un sello postal en su homenaje el 8 de marzo de 2007.
Plaza Julia Arévalo con una placa conmemorativa en el barrio La Aguada del municipio B de Montevideo, ubicada en las calles Colombia y la avenida de las Leyes.
Obra de teatro "Pasionarias" de Dino de Armas, estreno 17 de agosto de 2017 en el Teatro de la Candela, Montevideo.
Obra de teatro "Julia Arévalo, mujer de bronce y miel", de Aldana Herrera Möller, estrenada el 17 de octubre de 2017, Valladolid.
Centro Cultural Julia Arévalo fue inaugurado en el año 2019, en el barrio Paso de la Arena del municipio A de Montevideo, en las calles Alfredo Moreno y Camino Tomkinson.

## Descendencia
Casada con Carlos Roche, fue madre de seis hijos.
La modelo y presentadora televisiva Julia Möller es nieta de Julia Arévalo por línea materna. 
Así mismo, la Dra. Leda Roche, Catedrática de Genética de la Facultad de Medicina (Udelar), es también nieta de la senadora.
Aldana Herrera Möller es su biznieta, hija de Julia Möller quien creó la obra teatral en homenaje a su bisabuela. : 